# Les Lazarowitz
Leslie „Les“ Lazarowitz (* 2. Oktober 1941; † 6. Januar 2017 in Florida) war ein US-amerikanischer Tonmeister.

## Leben
Lazarowitz begann seine Karriere 1971, sein Spielfilmdebüt war Alan Arkins schwarze Komödie Kleine Mörder. Bei Francis Ford Coppolas Der Pate arbeitete er im darauf folgenden Jahr als Tonassistent. 1973 arbeitete er bei Das letzte Spiel erstmals mit Robert De Niro zusammen. Bis 1999 folgten weitere sechs gemeinsame Filme, darunter die von Martin Scorsese inszenierten Taxi Driver, Wie ein wilder Stier und King of Comedy. Für Saturday Night Fever war er 1979 für den BAFTA Film Award in der Kategorie Bester Ton nominiert. 1981 war er für Wie ein wilder Stier erstmals für den Oscar in der Kategorie Bester Ton nominiert, 1983 folgte eine zweite Oscar-Nominierung für Tootsie. Lazarowitz ging jedoch bei allen diesen Verleihungen leer aus.
Lazarowitz zog sich 1999 aus dem Filmgeschäft zurück. Er starb 2017 im Alter von 75 Jahren.

## Filmografie (Auswahl)
- 1971: Kleine Mörder (Little Murders)
- 1972: Der Pate (The Godfather)
- 1976: Taxi Driver
- 1977: Saturday Night Fever
- 1980: Wie ein wilder Stier (Raging Bull)
- 1981: Nachtfalken (Nighthawks)
- 1982: The King of Comedy
- 1982: Tootsie
- 1986: Hannah und ihre Schwestern (Hannah and her Sisters)
- 1988: Die grellen Lichter der Großstadt (Bright Lights, Big City)
- 1988: Die Waffen der Frauen (Working Girl)
- 1990: Fegefeuer der Eitelkeiten (The Bonfire of the Vanities)
- 1993: Und täglich grüßt das Murmeltier (Groundhog Day)
- 1995: Kiss of Death
- 1996: Rendezvous mit einem Engel (The Preacher’s Wife)
- 1999: Reine Nervensache (Analyze This)

## Auszeichnungen (Auswahl)
- 1979: BAFTA-Film-Award-Nominierung in der Kategorie Bester Ton für Saturday Night Fever
- 1981: Oscar-Nominierung in der Kategorie Bester Ton für Wie ein wilder Stier
- 1983: Oscar-Nominierung in der Kategorie Bester Ton für Tootsie